# 6113 Tsap
6113 Tsap è un asteroide della fascia principale. Scoperto nel 1982, presenta un'orbita caratterizzata da un semiasse maggiore pari a 2,6529832 UA e da un'eccentricità di 0,1994959, inclinata di 2,18041° rispetto all'eclittica.